# Valižanska triada
Valižanska triada (valižansko Trioedd Ynys Prydein, dobesedno "Triada otoka Britanija") je skupina povezanih besedil v srednjeveških rokopisih, ki ohranjajo fragmente valižanske folklore, mitologije in tradicionalne zgodovine v skupinah po tri. Triada je retorični obrazec, s katerim so predmeti združeni v trojke z naslovom, ki označuje točko podobnosti. Na primer: "Treh stvari ni enostavno zadržati, toka hudournika, leta puščice in jezika bedaka." 

## Vsebina
Besedila se sklicujejo na kralja Arturja in druge polzgodovinske like porimske Britanije, mitične figure, kot je Brân the Blessed (Bran blaženi), nedvomno zgodovinske osebnosti, kot so Alan IV., vojvoda Bretanje (ki se imenuje Alan Fyrgan) in železnodobne osebe, kot sta Kasivelaun (Caswallawn ali Cassivellaunus) in Karatak (Caradoc ali Caratacus).
Nekatere triade dajo samo seznam treh likov, ki imajo nekaj skupnega, druge pa imajo več opisne razlage. Triadna oblika je verjetno nastala med valižanskimi bardi ali pesniki kot okrajšana pomoč pri sestavljanju pesmi in zgodb, nato pa je postala retorična metoda valižanske književnosti. Srednjeveška valižanska pripoved Culhwch and Olwen ima v svoji pripovedi veliko triad. 

## Najzgodnejše ohranjene zbirke
Najstarejša ohranjena zbirka valižanskih triad je vezana v rokopisu Peniarth 16, ki ga hranijo v Narodni knjižnici Walesa. Datiran je v tretjo četrtino 13. stoletja in vsebuje 46 od 96 triad, ki jih je zbral Rachel Bromwich. Drugi pomembni rokopisi so Peniarth 45 (napisan okoli 1275), in par White Book of Rhydderch (valižansko Llyfr Gwyn Rhydderch) in Red Book of Hergest (valižansko Llyfr Coch Hergest), ki si delita skupno različico in se jasno razlikujeta od različice zbirke rokopisov Peniarth. 

## Poznejše zbirke
V 18. stoletju je valižanski zgodovinar Iolo Morganwg sestavil zbirko triad. Trdil je, da so iz lastne zbirke rokopisov. Nekatere njegove triade so podobne tistim iz srednjeveških rokopisov, nekatere pa so enkratne za Morganwga. Zanje velja splošno prepričanje, da so bile plod lastnega izuma. 